# 吉堆吐蕃墓群
吉堆吐蕃墓群，位于中國西藏自治区山南市洛扎县洛扎镇吉堆社区，是吐蕃时期的墓群。

## 简介
吉堆吐蕃墓群位于山南市洛扎县原来的吉堆乡政府所在地南侧的山坡上。整个墓群排列景象壮观，俯瞰着向东流去的洛扎怒曲河，墓群所在地海拔3725米。1991年，在西藏自治区文物普查工作中，试掘了吉堆吐蕃墓群的部分墓葬及祭祀坑。2001年，被公布为第五批全国重点文物保护单位。
吉堆吐蕃墓群共有48座墓葬，另有11个祭祀坑。墓群以最大、最高的一号墓为中心分布，其余墓葬散布在一号墓的四周，呈放射状分布。墓葬都是石板夹层的夯土封土。墓葬封土为夹石夯筑，呈覆斗状，平面为梯形。墓群的东侧、南侧，各有一处摩崖石刻（分别为门塘、得乌琼两处摩崖石刻）及碑文，石刻内容与碑文一致。
吉堆吐蕃墓群从形制及结构上看，为典型的吐蕃时期墓地。根据得乌琼、门塘两处摩崖石刻的内容看，应是当时洛扎一带的名门洛朗家族墓地。